# 鹿児島県道221号片泊大里港線
鹿児島県道221号片泊大里港線（かごしまけんどう221ごう かたどまりおおさとこうせん）は、鹿児島県鹿児島郡三島村を通る一般県道である。

## 概要
黒島を縦断する道路であり、片泊の集落と大里港を結ぶ道路である。また、三島村唯一の県道である。
1957年（昭和32年）に県道の前身となる村道が大里から片泊までの砂利道として完成した。その後南西諸島振興事業、辺地対策事業によって整備が行われた。

### 路線データ
- 起点：三島村大字黒島（字片泊[3]）
- 終点：三島村大字黒島（大里港[3]）
- 距離：9.052 km[1]

## 歴史
- 1979年（昭和54年）4月2日 - 鹿児島県告示第445号により「片泊大里港線」として認定[2][3][4]。村道片泊大里線が県道に移管される[5]。
- 1982年（昭和57年） - 道路の拡幅及び改良工事、ガードレール、カーブミラーなどの安全設備の整備が行われた[6]。

## 地理

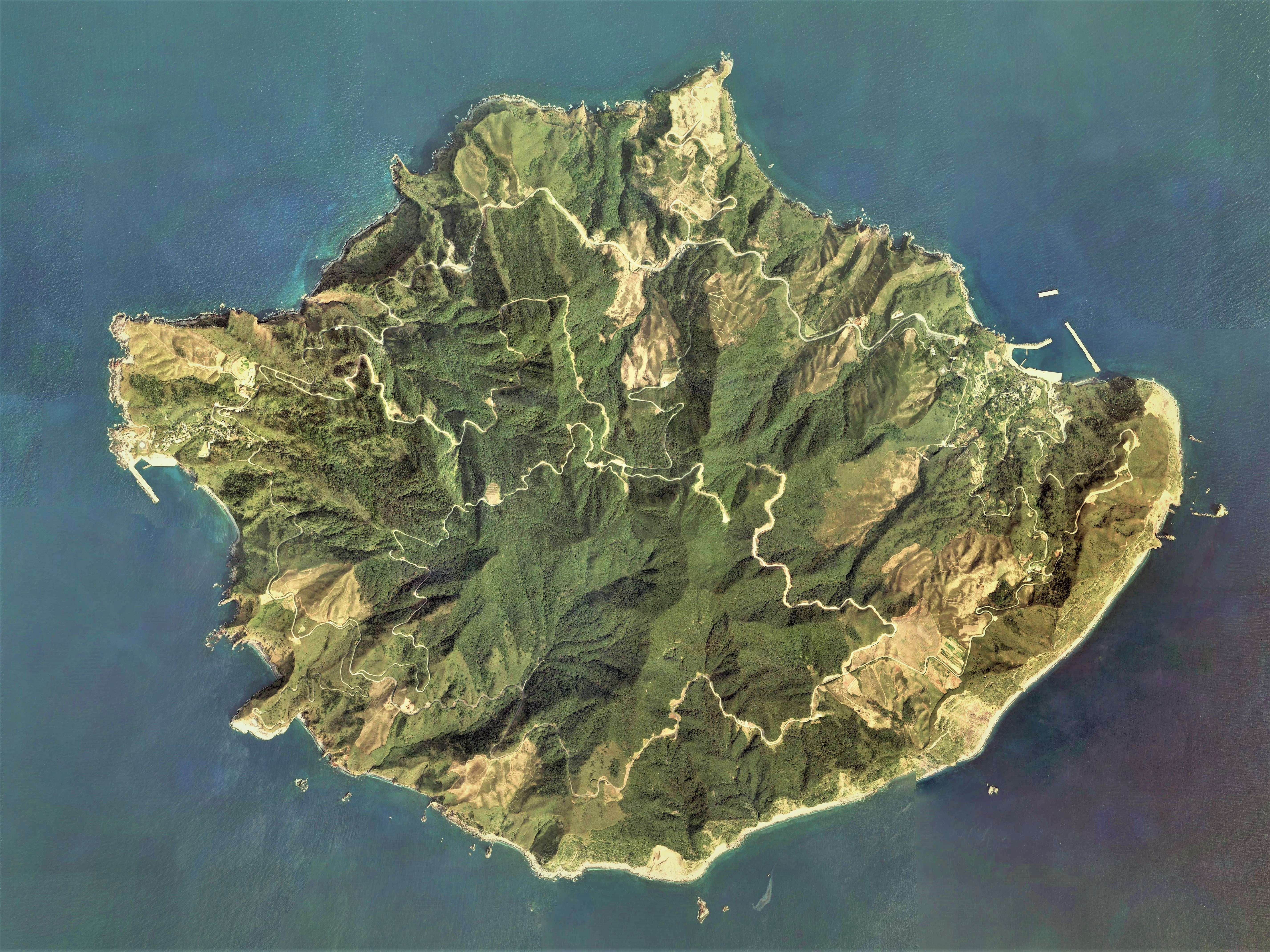
黒島（鹿児島県）の空中写真（2008年）。
。

### 通過する自治体
- 鹿児島郡三島村

### 沿線
- 三島村立片泊小中学校
- 三島村立大里小中学校